# Sepp Maier
Sepp Maier, eg. Josef Dieter Maier, född 28 februari 1944 i Metten i Västtyskland, är en tysk före detta fotbollsspelare och målvakt.
Han var en av världens bästa målvakter under 1970-talet. Sepp Maier spelade under hela proffskarriären i FC Bayern München, som han firade stora framgångar med, bland annat genom att tre år i rad vara med och vinna Europacupen. Maier var framgångsrik även i det västtyska landslaget med guld i världs- och europamästerskap. Maier var dock till en början omstridd som förstaval i landslaget, men var en av nyckelspelarna när Västtyskland som värdnation vann VM 1974. Han tvingades avsluta karriären efter en trafikolycka 1979. Efter spelarkarriären arbetade Maier som målvaktstränare i FC Bayern München och i landslaget. Han har skrivit böcker om målvaktsträning och bland annat haft stor betydelse för Oliver Kahns utveckling till en målvakt i världsklass.

## Meriter
- A-landskamper: 95 (1966-1979)
- VM-turneringar: 1966, 1970, 1974, 1978
- VM-matcher: 18 (1966: 0 1970: 5 1974: 7 1978: 6)
- Världsmästare: 1974
- VM-silver: 1966
- VM-brons: 1970
- Europamästare: 1972
- EM-silver: 1976

- Årets spelare i Tyskland: 1975, 1977, 1978
- Tysk mästare: 1969, 1972, 1973, 1974
- Tysk cupmästare: 1966, 1967, 1969, 1971
- Europacupmästare: 1974, 1975, 1976